# Federación de Fútbol de Seychelles
La Federación de Fútbol de Seychelles (en inglés Seychelles Football Federation, SFF) es la asociación deportiva a cargo de la Superliga de Seychelles, la Copa de Seychelles, la Supercopa de Seychelles, la Selección de fútbol de Seychelles y de la Selección femenina de fútbol de Seychelles. Fue fundada en 1979 y fue afiliada a la FIFA y a la CAF en 1986. Esta organiza la selección de fútbol de Seychelles. Su actual presidente es Elvis Chetty.